# Kanye Zone
Kanye Zone é um browser game de 2012 desenvolvido pela Otter Spice Productions. Foi lançado em 9 de março de 2012, e consiste no jogador controlar um bumper para prevenir uma imagem do rosto do músico Kanye West de entrar em um círculo que cresce progressivamente, que é chamado de "zona". O jogo incorpora trechos da música de Kanye "Niggas in Paris", e sua premissa é uma paródia da letra da canção.
Criado por Michael Frederickson e Stephen Barlow e inspirado pelos vídeo games da década de 1980, Kanye Zone alcançou a página principal do Reddit e recebeu uma atenção considerável da mídia - Frederickson foi entrevistado pela MTV, e diversos outros canais de mídia falaram do jogo, frequentemente o elogiando pela simplicidade. No entanto, o jogo não se tornou muito lucrativo. Em maio de 2013, um jogo sequencial intitulado Pitbull Party, baseado no rapper Pitbull, foi lançado.

## Jogabilidade
As teclas de seta esquerda e direita e a barra de espaço do teclado do jogador controlam um bumper que se movimenta em volta de um círculo roxo. Kanye West, representado por sua cabeça, tenta entrar no círculo enquanto repetidamente canta "não me deixe entrar em minha zona" (no original em inglês: "don't let me into my zone"), e o jogador deve atingi-lo com o bumper. Isso causa a imagem de Kanye desaparecer em uma explosão de sinais de dólar, e o jogador é recompensado com dinheiro adicionado a um total exposto na página. Uma silhueta da cabeça de Kanye mostra aonde ele surgirá, e uma seta dentro dela indica em qual direção ele seguirá. O jogo segue dessa forma, com Kanye ganhando velocidade e a "zona" se tornando maior, até que o jogador falhe em impedir Kanye de entrar no círculo, recebendo assim uma mensagem dizendo que perdeu o jogo; uma imagem da cabeça do rapper Jay-Z se junta à imagem de West, e o trecho "estou definitivamente em minha zona" (no original em inglês: I'm definitely in my zone) substitui o trecho anterior. Se a pontuação em dinheiro do jogador for alta o suficiente, ela vai para um ranking na barra lateral da página.

## Desenvolvimento
O jogo foi criado pelos colegas de quarto Michael Frederickson, um diretor técnico da Pixar, e Stephen Barlow, usando HTML5. Os dois escutaram a canção de "Niggas in Paris" e ficaram "obcecados" pelo trecho repetitivo "não me deixe entrar em minha zona" ("don't let me get in my zone", que provavelmente é uma referência à "zona artística" de West), e qual seria o significado disso. O jogo foi inspirado nos vídeo games dos anos 80, como Pac-Man e Pong. Os criadores afirmaram que, apesar de terem tentado fazer o design em geral ser chamativo, a zona teria que ser uma "forma geométrica simples" para não ser distrativa demais.

"Houve várias questões com que tivemos que lidar enquanto criávamos o jogo. Eu sinto como se honestamente Kanye West as tivesse feito para nós como uma sociedade e é como nosso dever respondê-las agora. O jogo é um ambiente para ajudar as pessoas a fazerem isso."

Frederickson afirma que a origem da zona de Kanye é a "questão inteira do jogo", e que isso seria "quase uma questão filosófica". Frederickson chamou West, a inspiração do jogo, de "um homem arrogante que deseja saber tudo", mas que no jogo ele "admite certa ignorância porque não sabe exatamente o que acontecerá se ele entrar na zona". O fato de que o jogador começa o jogo com $50,000 de pontuação é uma referência ao trecho de "Niggas in Paris" que diz "o que são 50 mil para um filho da puta como eu, você pode por favor me dizer?" (no original, "what's 50 grand to a motherfucker like me, can you please remind me?") — a quantia não representa nada.

## Lançamento

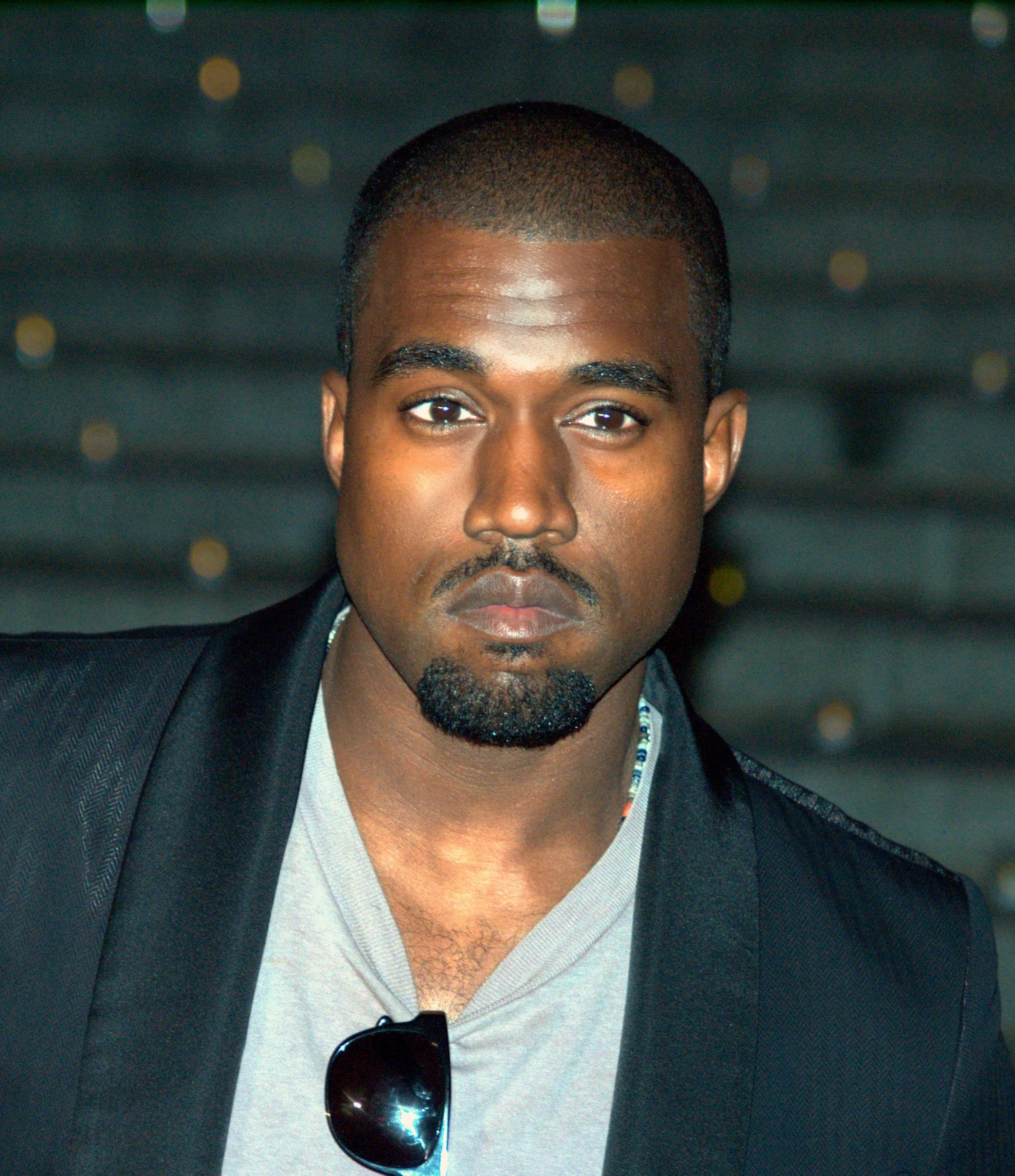
O jogo estrela e parodia o artista americano Kanye West.

Kanye Zone foi lançado em 9 de março de 2012 pela Otter Spice Productions, e Michael Frederickson o promoveu na Game Developers Conference. O jogo alcançou a página principal do site Reddit, causando uma sobrecarga no tráfego do site e exigindo a compressão de seu conteúdo, fazendo seus criadores perderem mais de U$500; no dia seguinte, anúncios foram adicionados ao site. Mesmo com mais de dois milhões de partidas terem sido jogadas em menos de um mês, o jogo não se mostrou muito lucrativo, com seus criadores recebendo apenas oito dólares. Os desenvolvedores então criaram uma loja online vendendo diversos produtos adornados com uma imagem da "zona", que Frederickson descreve como "círculos roxos em tudo".
Ainda que Kanye West não tenha entrado em contato com os desenvolvedores do jogo, Frederickson foi entrevistado pela MTV, que afirmou que o jogo era "o melhor video game já feito baseado em um artista e/ou música"—ele descreveu a entrevista como "inimaginavelmente desproporcional ao interesse original do
"'Kanye Zone'". Luke Plunkett, do blog especializado em video games "Kotaku", chamou o jogo de "perversamente viciante". O jornal Metro caracterizou Kanye Zone como "o jogo mais estúpido que você vai perder 30 minutos jogando" e "um hilariante jogo na tradição dos primórdios do Atari".
Em março de 2012, Michael Frederickson declaro que ainda não estava trabalhando em uma sequência para o jogo; no entanto, em 31 de maio de 2013 o jogo "Pitbull Party" foi lançado como uma sequência de Kanye Zone. Baseado na música Don't Stop the Party do rapper Pitbull, o jogo consiste em controlar a cabeça de Pitbull entre arranhões em uma vitrola.